# بينشيف فرم (باركشير)
بينشيف فرم (بالإنجليزية: Beansheaf Farm)‏ هي قرية تقع في المملكة المتحدة في جنوب شرق إنجلترا.